# 北條氏重
北條氏重（日语：〔〕／ HōJō Ujishige，1595年—1658年10月27日）是日本江戶時代前期大名。下總岩富藩第2代藩主、下野富田藩藩主、遠江久野藩藩主、下總關宿藩藩主、駿河田中藩藩主、遠江掛川藩藩主。

## 生平
在慶長16年（1611年）成為後北條氏的一門北條綱成的孫兒氏勝的養子並繼承下總岩富1萬石。在慶長18年（1613年）轉封至下野富田。在慶長19年（1614年）的大坂冬之陣中屬於榊原康勝並擔任岡崎城的守備。此後擔任伏見城番，在元和5年（1619年）轉封至遠江久野。在寬永17年（1640年）被加增轉封至下總關宿2萬石。在寬永21年（1644年）加增轉封至駿河田中2萬5千石。最後在慶安元年（1648年）領有掛川3萬石。
因為沒有生下兒子，在死後被改易。此後由義兄繁廣（氏勝的實弟，後來成為其養子）的家系以旗本身份存續。

## 登場作品
小說
- （作者：宮本昌孝）（被設定為家康與多卻之間的私生子）